# Historischer Kraftverkehr
 Historischer Kraftverkehr  (HiK) ist ein in Deutschland erscheinendes Fachmagazin über historische Nutzfahrzeuge. Es war 1982 unter dem Titel Elefant die erste deutsche Fachzeitschrift auf diesem Gebiet. Seit 1984 trägt die Zeitschrift den jetzigen Titel. Sie erscheint im Verlag Klaus Rabe Willich mit einer Auflage von 18.000 Exemplaren.
Inhaltliche Schwerpunkte der Zeitschrift sind umfangreiche historische Darstellungen über die Hersteller von Nutzfahrzeugen, Porträts von Speditionen und Berichte über die Technik alter Nutzfahrzeuge und Lastkraftwagen. Das verwendete Bildmaterial ist oft einzigartig und wurde in vielen Fällen noch nie veröffentlicht. Berichtet wird ferner über die Oldtimerszene und die Treffen von Oldtimer-Nutzfahrzeugen. In der HiK werden außerdem Schlepper- und Nutzfahrzeugmodelle in verschiedenen Maßstäben angeboten.
Von 2007 bis 2011 erschien zum HiK unregelmäßig die Sonderausgabe Blaulicht über alte Feuerwehr-, Sanitäts-, Rettungsdienst-, Polizei-, Zivilschutz- und ähnliche Behördenfahrzeuge.
Die Fachzeitschrift Historischer Kraftverkehr veröffentlicht im Internet ihr gesamtes Angebot an Zeitschriften, Büchern und Nutzfahrzeug-Modellen, die dort direkt bestellt werden. Im Onlinedienst gibt es Links zu anderen Vereinen und den anderen Themenbereichen des historischen Kraftverkehrs.

## Weblink und Quelle
- www.historischer kraftverkehr.de (siehe dort seitlichen Link: „Hist. Kraftverkehr“)